# Agnieszka Wojciechowska van Heukelom
Agnieszka Krystyna Wojciechowska van Heukelom (ur. 30 sierpnia 1964 w Łodzi) – polska działaczka społeczna, polityk i urzędniczka samorządowa, posłanka na Sejm X kadencji.

## Życiorys
Była zaangażowana w działalność Niezależnego Zrzeszenia Uczniów Szkół Średnich, zajmowała się dystrybucją pism drugiego obiegu, w tym wydawanych przez Ruch Obrony Praw Człowieka i Obywatela. W stanie wojennym uczestniczyła w druku wydawnictw podziemnych i udzielaniu wsparcia osobom ukrywającym się. W 1989 brała udział w organizacji protestów studenckich, dążących m.in. do zalegalizowania Niezależnego Zrzeszenia Studentów. Należała do NZS na Uniwersytecie Łódzkim, od 1989 do 1990 prowadziła sekretariat Komisji Uczelnianej NSZZ „Solidarność” na tej uczelni. Na UŁ odbyła pięcioletnie studia z filologii polskiej, nie uzyskując tytułu zawodowego magistra. Była współtwórczynią oraz sekretarzem regionu łódzkiego Towarzystwa Polska-USA.
W 1990 pracowała przy kampanii Łódzkiego Porozumienia Obywatelskiego w wyborach samorządowych, po których prezydentem Łodzi został przedstawiciel ŁPO Grzegorz Palka. Była też rzeczniczką prasową wojewody łódzkiego Waldemara Bohdanowicza. Później przez około dziesięć lat mieszkała w Holandii, pracując m.in. w firmach ubezpieczeniowych. Po powrocie do Polski została asystentką prezydenta Łodzi Jerzego Kropiwnickiego. Jako jego przedstawicielka odpowiadała za organizację Regionalnego Biura Województwa Łódzkiego w Brukseli. Pełniła też funkcję koordynatorki polskiej delegacji do Komitetu Regionów.
W 2007 kierowała kampanią wyborczą Joanny Kluzik-Rostkowskiej, następnie do 2011 była dyrektorką jej biura poselskiego. W 2010 uczestniczyła w kampanii prezydenckiej Jarosława Kaczyńskiego. Należała do Prawa i Sprawiedliwości, została usunięta z partii przez przewodniczącego lokalnych struktur PiS Jarosława Jagiełłę. Również w 2010 współtworzyła partię Polska Jest Najważniejsza, do 2014 koordynowała jej struktury w województwie łódzkim. W wyborach w 2011 bez powodzenia kandydowała z jej ramienia do Sejmu z pierwszego miejsca w okręgu łódzkim. W 2012 została prezesem stowarzyszenia Europejskie Centrum Inicjatyw Obywatelskich. W 2013 związała się ze współtworzoną przez PJN partią Polska Razem. W 2014 bezskutecznie kandydowała w wyborach na stanowisko prezydenta Łodzi jako kandydatka bezpartyjna z ramienia Kongresu Nowej Prawicy, uzyskując 3,5% głosów (zajmując 5. miejsce wśród 9 kandydatów); nie uzyskała też wówczas mandatu radnej miejskiej. W wyborach w 2015 kandydowała na posła z ramienia ruchu Kukiz’15. W 2016 została pełnomocnikiem łódzkich struktur nowo powstającej partii Wolni i Solidarni. We wrześniu 2018 była w grupie osób, którym lider partii Kornel Morawiecki cofnął pełnomocnictwa, zarzucając nieprawidłowości przy tworzeniu i rejestracji list wyborczych. W tym samym roku z własnego komitetu wyborczego jako bezpartyjna ponownie kandydowała na prezydenta miasta (zajęła 4. miejsce na 9 pretendentów) oraz na radną Łodzi.
W 2021 była pełnomocnikiem komitetu referendalnego i jedną z inicjatorek referendum w sprawie odwołania prezydent Łodzi Hanny Zdanowskiej, które nie odbyło się z powodu zbyt małej liczby zebranych podpisów. Zaangażowała się również w działalność na rzecz ochrony lokatorów. Została pozwana za określenie zarządcy kamienicy przy ul. Targowej 47 w Łodzi mianem „czyściciela kamienic” – powództwo to zostało prawomocnie oddalone.
W wyborach parlamentarnych w 2023 wystartowała do Sejmu jako kandydatka bezpartyjna z listy Prawa i Sprawiedliwości w okręgu łódzkim. Została wybrana na posłankę X kadencji, otrzymując 10 557 głosów. Zasiadła w Komisji do Spraw Unii Europejskiej oraz Komisji Spraw Zagranicznych. W wyborach samorządowych w 2024 była kandydatką PiS na urząd prezydenta Łodzi, uzyskując 22,6% poparcia (zajęła 2. miejsce na 6 pretendentów). W tym samym roku bezskutecznie kandydowała również w wyborach europejskich. Również w 2024 wstąpiła do PiS i została pełnomocnikiem okręgowym partii.

## Kontrowersje
W 2004 zajmując stanowisko wicedyrektora Biura Partnerstwa i Funduszy Urzędu Miasta Łodzi, miała spoliczkować dyrektora tejże jednostki, Jacka Zielińskiego. Według kobiety miała być to reakcja na stosowany przez jej szefa mobbing. Ówczesny prezydent miasta Łodzi Jerzy Kropiwnicki ukarał Agnieszkę Wojciechowska van Heukelom karą nagany.
W marcu 2023 Sąd Rejonowy Łódź Śródmieście skazał Agnieszkę Wojchechowską van Heukelom na karę 5 000 złotych i 7 000 złotych na rzecz Fundacji WOŚP oraz zwrot kosztów procesowych. Wyrok dotyczył sprawy o zniesławienie, jaką wytoczył kobiecie łódzki radny Krzysztof Makowski.
17 stycznia 2024 roku posłanka Polskiego Stronnictwa Ludowego Agnieszka Kłopotek, przemawiając w Sejmie, stwierdziła, że podczas wystąpienia ministra kultury Bartłomieja Sienkiewicza Agnieszka Wojciechowska van Heukelom miała skierować do posłanki Koalicji Obywatelskiej Magdaleny Filiks słowa: „Gdybym miała taką matkę, to bym się zabiła”. Wypowiedź ta została zinterpretowana jako nawiązanie do samobójstwa syna Magdaleny Filiks, który był ofiarą molestowania seksualnego. Po tych oskarżeniach Wojciechowska van Heukelom, przemawiając z sejmowej mównicy, zwróciła uwagę na, jej zdaniem, wulgarne i niestosowne zachowanie Magdaleny Filiks. Incydent wywołał szeroką dyskusję w mediach. Sama posłanka PiS w późniejszym czasie zaprzeczyła, jakoby wypowiedziała przypisywane jej słowa.

## Życie prywatne
Córka Ryszarda Wojciechowskiego, działacza opozycji antykomunistycznej w PRL i Krystyny. Ma dorosłą córkę. Zamieszkała w Łodzi. 

## Wyniki wyborcze
| Wybory | Komitet wyborczy                | Komitet wyborczy                            | Organ                  | Okręg                  | Wynik          |
| ------ | ------------------------------- | ------------------------------------------- | ---------------------- | ---------------------- | -------------- |
| 2011   |                                 | Polska Jest Najważniejsza                   | Sejm VII kadencji      | nr 9                   | 2307 (0,64%)   |
| 2014   |                                 | Nowa Prawica – Janusza Korwin-Mikke         | Prezydent Miasta Łodzi | Prezydent Miasta Łodzi | 7549 (3,50%)   |
| 2014   | Rada Miejska w Łodzi            | Nowa Prawica – Janusza Korwin-Mikke         | nr 3                   | 1027 (3,41%)           |                |
| 2015   |                                 | Kukiz’15                                    | Sejm VIII kadencji     | nr 9                   | 3767 (1,05%)   |
| 2018   |                                 | KWW Agnieszki Wojciechowskiej – Bezpartyjni | Prezydent Miasta Łodzi | Prezydent Miasta Łodzi | 4039 (1,32%)   |
| 2018   | Rada Miejska w Łodzi            | KWW Agnieszki Wojciechowskiej – Bezpartyjni | nr 5                   | 749 (2,64%)            |                |
| 2023   |                                 | Prawo i Sprawiedliwość                      | Sejm X kadencji        | nr 9                   | 10 557 (2,31%) |
| 2024   | Prezydent Miasta Łodzi          | Prezydent Miasta Łodzi                      | 54 733 (22,56%)        |                        |                |
| 2024   | Parlament Europejski X kadencji | Prawo i Sprawiedliwość                      | nr 6                   | 8221 (1,08%)           |                |

## Odznaczenia i wyróżnienia
- Krzyż Wolności i Solidarności (2016)[2][42]
- Złoty Krzyż Zasługi (2010)[43][44]
- Medal Stulecia Odzyskanej Niepodległości (2023)[45]
- Tytuł „osobowości roku” w kategorii „działalność społeczna i charytatywna” w plebiscycie organizowanym przez „Dziennik Łódzki” i „Express Ilustrowany” (2019)[46]